# ГЕС С.Дж.Страйк
ГЕС С.Дж.Страйк — гідроелектростанція у штаті Айдахо (Сполучені Штати Америки). Знаходячись між ГЕС Блісс (вище по течії) та ГЕС Сван-Фолс (25 МВт), входить до складу каскаду на річці Снейк, лівій притоці Колумбії (має устя на узбережжі Тихого океану на межі штатів Вашингтон та Орегон).
У межах проекту річку перекрили земляною греблею висотою 35 метрів та довжиною 981 метр. Вона утримує витягнуте по долині Снейк на 52 км водосховище з площею поверхні 30,4 км2 та об'ємом 305 млн м3 (корисний об'єм 45,4 млн м3), в якому припустиме коливання рівня між позначками 746,8 та 748,3 метра НРМ.
Пригреблевий машинний зал обладнали трьома пропелерними турбінами загальною потужністю 89 МВт, які використовують напір у 27 метрів.
Видача продукції відбувається по ЛЕП, що працює під напругою 138 кВ.